# Ismail Qemali
Ismail Qemali (n. 16 ianuarie 1844, Vlora, Albania – d. 24 ianuarie 1919, Perugia, Italia) a fost un om politic albanez, care a îndeplinit funcția de prim-ministru al Albaniei (1912-1914).